# Сарна європейська
Са́рна європе́йська, дика коза, козуля (Capreolus capreolus (Linnaeus, 1758)) — ссавець родини оленевих (Cervidae). Один з двох видів роду сарна (Capreolus Gray, 1821), сестринський вид сарни азійської (Capreolus pygargus (Pallas, 1771)), яку нерідко також вказують для фауни України.

## Етимологія
Схожість з козами (Capra Linnaeus, 1758), хоч свійськими, хоч з дикими, що відбито в одній з народних назв («дикі кози») є дуже умовною і пояснюється виключно розмірною і поведінковою схожістю цих тварин. Назву «козуля», яку інколи вживають для роду, Б. Грінченко пояснює як «маленька корова з кривими ріжками»; відповідність назви до сарни може бути пояснена наслідуванням латини: «Carpa» = коза, «olus» — зменшувальний суфікс із закінченням). Близька до «сарна» за написанням назва «серна» (рос.) має іншу етимологічну основу і стосується іншого роду — козиці (Rupicapra Blainville, 1816) з родини бикових (Bovidae Gray, 1821).
За назвою виду довгий час зберігалася українська назва виду «звичайна», що поширено для видів з монотипових родів, тим паче з ідентичними родовою і видовою назвами (Capreolus capreolus). Проте, після поділу цього виду на два аловиди — типову й азійську форми для позначення типової (західної, європейської) форми було запропоновано вживати назву «сарна європейська» (Загороднюк, 2002).
У давній літературі, як художній, так і науковій, назва виду вживається без означення. Прикладами вживання назви є: «В бору плодились кабани, ведмідь і сарна прудконога» (Я. Щоголів); «Незрячі прозрять, а кривії, мов сарна з гаю, помайнують» (Т. Шевченко); ця ж назва рекомендована Термінологічною колегією Українського наукового товариства (Шарлемань, 1920) та Інститутом української наукової мови (Шарлемань, 1927).

## Зовнішній вигляд
Маленький олень легкої й витонченої будови, з відносно коротким тулубом. Вуха довгі (12—14 см), загострені; хвіст рудиментарний (2—3 см), майже непомітний.
Забарвлення одноколірне — руде, взимку сіре. Світле волосся на сідницях під хвостом утворює «дзеркало». У телят забарвлення плямисте. Шерсть густа, але з ламким волоссям.
Самиці безрогі. Роги в самців прямі, невеликі, поставлені майже вертикально. Несуть по 3 (в азійських підвидів — до 5) відростки в кінцевій частині.
Відомо 5 підвидів. Європейські сарни дрібні: довжина тіла 100—135 см, висота в холці — 75—90 см, маса — 20—37 кг. Азійські сарни, особливо сибірська (Capreolus pygargus s. str.) — більші: довжина їхнього тіла досягає 150 см, маса — 60 кг. Самиці дрібніші за самців.

## Поширення
Сарни (як рід) живуть в Європі до півночі Середньої Скандинавії й Фінської затоки, гирла Ками і верхів'я Печори. Далі ареал сарн охоплює Малу Азію, Північний Іран, Північний Ірак, Кавказ й Крим. Межа між європейською і азійською сарнами проходить приблизно по р. Волга. Інколи кавказьких сарн відносять до азійського виду.

## Спосіб життя й живлення
Віддає перевагу світлим розрідженим лісам, з великими галявинами, гарами й вирубками, та лісостепу. Зустрічається й у чагарникових та очеретяних заростях по берегах степових річок й озер; по гірських схилах підіймається до субальпійських й альпійських луків (до 3 500 м над рівнем моря). У Західній Європі тримається в невеликих лісах, звідки виходить на поля.
Влітку сарни пасуться вранці, увечері й в першу половину ночі. Вдень, особливо під час спеки, лежать у густій траві або кущах. Взимку пасуться в будь-який час доби, але під час сильних снігопадів ідуть у лісову хащу. Взимку відпочивають у поглибленнях на снігу, розгрібаючи сніг до лісової підстилки.
Сарни погано переносять високий сніговий покрив; узимку намагаються ходити по звірячих стежках, по лижні або дорозі. У Європі відносно осілі й лише змінюють пасовища; у горах роблять сезонні міграції, взимку спускаючись до підніжжя гір. Масові осінні міграції сарн у менш сніжні райони (на 100—200 км) бувають у Південному Заураллі, Забайкаллі, Приамур'ї. Сарни добре плавають, і під час міграцій вільно перепливають такі річки, як Єнісей, Дунай і Амур.
Найбільшу (до 70 %) частку в кормовому раціоні сарни цілий рік складають трав'янисті рослини. З дерев і чагарників найчастіше об'їдає осику, вербу, горобину, липу, березу, дуб, ясен. Взимку іноді годується хвоєю молодих сосен, але на відміну від оленя й лося не їсть кору. Любить водяні рослини (бобівник), за якими приходить до боліт і озер. Гриби поїдає в невеликій кількості. Їсть ягоди, каштани, жолуді, плоди бука й диких фруктових дерев.
Основні вороги — вовк та рись. На молодих тварин нападають лисиці й коти лісові.

## Спосіб життя і розмноження
Попри те, що сарна може проявляти схильність до міграцій (на півночі ареалу, в смузі випадіння великих снігів), загалом вид є осілим і часто — з виразною територіальністю. Влітку тримаються маленькими групами: самиці з молодняком, самці — поодинці або групами з 2—3 голів. Восени, після закінчення гону, утворюються змішані череди кількістю до 20—30 голів, що розпадаються навесні.
Гон в сарни проходить у серпні — вересні. Самці беруть участь у розмноженні на 3—4 році життя, а самиці — на 3, рідше — на другому році життя. Під час гону самці сильно знервовані, видають «чуфикаючі» звуки; між ними виникають бійки, які нерідко закінчуються пораненням суперника. На одного самця припадає 2—3 самки, або весь період гону самець тримається з однією самицею (часткова полігамія).
Вагітність триває 9 місяців, однак із цього часу 4—4,5 місяці ембріон не розвивається. Це єдиний вид серед ратицевих, у якого вагітність має латентний період. Звичайно самиці приносять 2 телят, рідко 1 або 3. Телята тиждень залишаються там, де народились, зачаївшись у траві. Через 7—8 днів вони починають ходити за матір'ю. Самка годує телят 2—3 місяці.
Тривалість життя — 11—12 років, окремі самиці доживали до 16 років.

## Господарське значення
Сарна — найвідоміший мисливський вид оленевих. На нього полюють заради м'яса і шкіри, проте найвище цінуються роги, що мають трофейну цінність.

## Боротьба дерев із сарнами
У результаті вивчення поведінки Fagus sylvatica і Acer pseudoplatanus, виявлено, що ці види мають відповідну реакцію на присутність сарн, які поїдають молоді пагони й бруньки, перешкоджаючи відтворенню деревам. У обох видів жасмонати були активовані після відсікання бруньок і листя. Також застосування слини сарни активує саліцилову кислоту в листі бука й призводить до збільшення цитокінінів у букових бруньках. Застосування слини також призвело до збільшення біосинтезу деяких дубильних речовин (в основному елагітанінів) і флавонолів у листі клена. Відомо, що деякі з цих речовин впливають на харчову поведінку сарн, в результаті чого вони втрачають апетит до пагонів і бруньок. Крім того, пагони підвищують концентрації гормонів росту. Ці гормони прискорюють зростання інших бруньок, щоб компенсувати втрачені. З іншого боку, якщо лист або брунька буде відламана без залучення слини сарни, дерево не стимулює ні виробництво гормону саліцилової кислоти, ні дубильних речовин. Це може бути початком фундаментальних досліджень поведінки інших дерев, вважають автори.